# Conspiranoicos
Conspiranoicos es un programa de televisión español presentado por el periodista de investigación Joaquín Castellón y producido por La Sexta noticias y Newtral.
El programa trata de desmontar teorías conspirativas y la desinformación y fue estrenado el 3 de octubre de 2024 en La Sexta.

## Equipo del programa

### Presentador
| Presentador       | Información | Logo de Telecinco |
| Presentador       | Información | 2024/2025         |
| ----------------- | ----------- | ----------------- |
| Joaquín Castellón | Periodista  |                   |

### Colaboradores
| Colaboradores                        | Información                                          | Logo de Telecinco |
| Colaboradores                        | Información                                          | 2024/2025         |
| ------------------------------------ | ---------------------------------------------------- | ----------------- |
| Juan Luis Arsuaga                    | Paleoantropólogo                                     |                   |
| Rocío Vidal «La gata de Schrödinger» | Divulgadora                                          |                   |
| Gonzalo Fanjul                       | Director de investigaciones de la Fundación porCausa |                   |
| Miquel Ramos                         | Periodista                                           |                   |
| Antonio Maestre                      | Periodista                                           |                   |
| Pedro Rodríguez                      | Profesor de Relaciones Internacionales               |                   |
| Jesús Bastante                       | Periodista y escritor                                |                   |
| Beatriz de Vicente                   | Abogada y criminóloga                                |                   |
| Elia Gonzalo                         | Periodista                                           |                   |
| David Pastor Vico                    | Filósofo                                             |                   |
| Emilio Doménech «Nanísimo»           | Periodista                                           |                   |
| Rodrigo Taramona                     | Creador de contenido                                 |                   |

## Temporadas y audiencias
| Temporada | Temporada | Episodios | Estreno              | Final                   | Audiencia media |
| --------- | --------- | --------- | -------------------- | ----------------------- | --------------- |
|           | 1         | 10        | 5 de octubre de 2024 | 12 de diciembre de 2024 | 394 000 (5,7%)  |
|           | 2         | *         | 20 de enero de 2025  | *                       | *               |

### Temporada 1 (2024)
| 1  | 3 de octubre de 2024    | 393 000 (6,0%) |
| 2  | 10 de octubre de 2024   | 409 000 (6,0%) |
| 3  | 17 de octubre de 2024   | 261 000 (4,0%) |
| 4  | 24 de octubre de 2024   | 335 000 (5,0%) |
| 5  | 31 de octubre de 2024   | 460 000 (6,5%) |
| 6  | 7 de noviembre de 2024  | 593 000 (8,6%) |
| 7  | 14 de noviembre de 2024 | 506 000 (7,4%) |
| 8  | 21 de noviembre de 2024 | 355 000 (5,2%) |
| 9  | 28 de noviembre de 2024 | 343 000 (4,8%) |
| 10 | 12 de diciembre de 2024 | 281 000 (3,9%) |

### Temporada 2 (2025)
| 11 | 20 de enero de 2025   | 358 000 (4,9%) |
| 12 | 23 de enero de 2025   | 435 000 (6,3%) |
| 13 | 30 de enero de 2025   | 433 000 (6,0%) |
| 14 | 6 de febrero de 2025  | 299 000 (4,8%) |
| 14 | 13 de febrero de 2025 | 341 000 (5,0%) |
| 15 | 20 de febrero de 2025 | 297 000 (4,4%) |
| 16 | 27 de febrero de 2025 | 322 000 (4,7%) |
| 17 | 6 de marzo de 2025    | 262 000 (3,7%) |
| 18 | 13 de marzo de 2025   | 244 000 (3,2%) |
| 19 | 19 de marzo de 2025   | 320 000 (4,5%) |
| 20 | 27 de marzo de 2025   | 248 000 (3,6%) |
| 21 | 3 de abril de 2025    | 359 000 (4,9%) |
| 22 | 10 de abril de 2025   | 320 000 (4,6%) |